# Félix-Alexandre Desruelles
Pour les articles homonymes, voir Desruelles.
Félix-Alexandre Desruelles, né le 7 juin 1865 à Valenciennes et mort le 2 mars 1943 à La Flèche, est un sculpteur français.

## Biographie
Félix-Alexandre Desruelles est un des plus importants artistes français s'étant illustré dans la sculpture commémorative de la Première Guerre mondiale.
Élève d'Alexandre Falguière, François Rude, Jean-Baptiste Carpeaux et Jean-Antoine Houdon, il expose à la Société des artistes français dès 1885, y remporte une médaille d'honneur en 1928 et en devient membre du jury. Il obtient une médaille d'or à l'Exposition universelle de 1900 et deux diplômes d'honneur à l'Exposition des arts décoratifs de 1925.
Il est membre de l’Institut et de l’Académie des beaux-arts. Il est l'époux de la sculptrice Germaine Oury-Desruelles (1889-1978) et le père de la peintre Rémyne Desruelles.
Il réalise les bustes en bronze de deux de ses amis, Eugène Chigot et Henri Le Sidaner.

## Œuvres
- Arras : Monument aux morts, 1930.
- Auchel : Monument aux morts d'Auchel, 1928, un des rares monuments aux morts pacifistes.
- Boulogne-sur-Mer : Britannia, 1938, monument commémorant le rôle joué par les soldats du Royaume-Uni pendant la Première Guerre mondiale, bombardé par les Allemands en 1940.
- Commentry : Monument aux morts de Commentry, il représente un paysan découvrant dans son champ, la tombe d’un soldat. L'homme se recueille, appuyé sur une faux. Il est inscrit sur le monument « La ville de Commentry à ses enfants victimes de la guerre[3] ».
- Dole, place Jean-Jaurès : Monument à Jean Jaurès, inauguré le 20 janvier 1924 en présence de Petter secrétaire de la bourse du travail, Marius Pieyre maire de Dole, l'amiral Jaurès frère de Jean Jaurès, Ponard maire de Saint Claude, Robert Lazurick représentant des jeunesses républicaines et socialistes, Marius Moutet député du Rhône, Alfred Dominique du Parti radical et radical-socialiste, Léon Jouhaud secrétaire général de la CGT, Jean Longuet ancien député de la Seine, petit-fils de Karl Marx, Georges Pioch poète, Félix Desruelles sculpteur, Georges Ponsot, Albert Noret, Lissac, Galentas, Bourset frères, Charles Cencelme, V. Luquet, Benoit-Barnet, Petitjean, Molard, Machard, Magnin, Gadriot, Monamy, Danjean, Bailly, membres du conseil municipal, du Comité Jaurès, des syndicats du conseil général de l'arrondissement.
- Le Quesnoy :
  - Monument des Néo-Zélandais, 1923.
  - Monument aux morts, 1923, en collaboration avec l'architecte Samuel Hurst Seager et le spécialiste en plâtre Robert Henry Fraser.
- Les Lilas, cimetière communal : Monument aux morts, 1920-1925.
- Lille :
  - place Ratisbonne : Monument à Henri Ghesquière, 1922[4].
  - hôtel de ville : Monument à Jean Jaurès, 1932, localisation actuelle inconnue.
  - Monument aux fusillés lillois, 1929. Détruit par les Allemands en 1940, il a été reconstruit par la veuve du sculpteur Germaine Oury-Desruelles (1889-1978) en 1960.
- Paris :
  - square Félix-Desruelles : Pastorale, 1925, fontaine.
  - palais du Trocadéro : Les Fruits, 1937, statue en bronze doré.
  - Place des Deux-Écus : Le Faucheur, bronze, fondue lors de la seconde guerre mondiale
- Soultz, place de l'église : Monument aux morts, vers 1920.
- Valenciennes :
  - Monument à Henri Legrand, 1928, en hommage à l'instituteur fusillé à Valenciennes en 1918.
  - boulevard Beauneveu : Monument à Carpeaux, 1921.
  - square de la Poterne : Le Rieur, 1907, statue en bronze.

## Galerie

Œuvres de Félix-Alexandre Desruelles
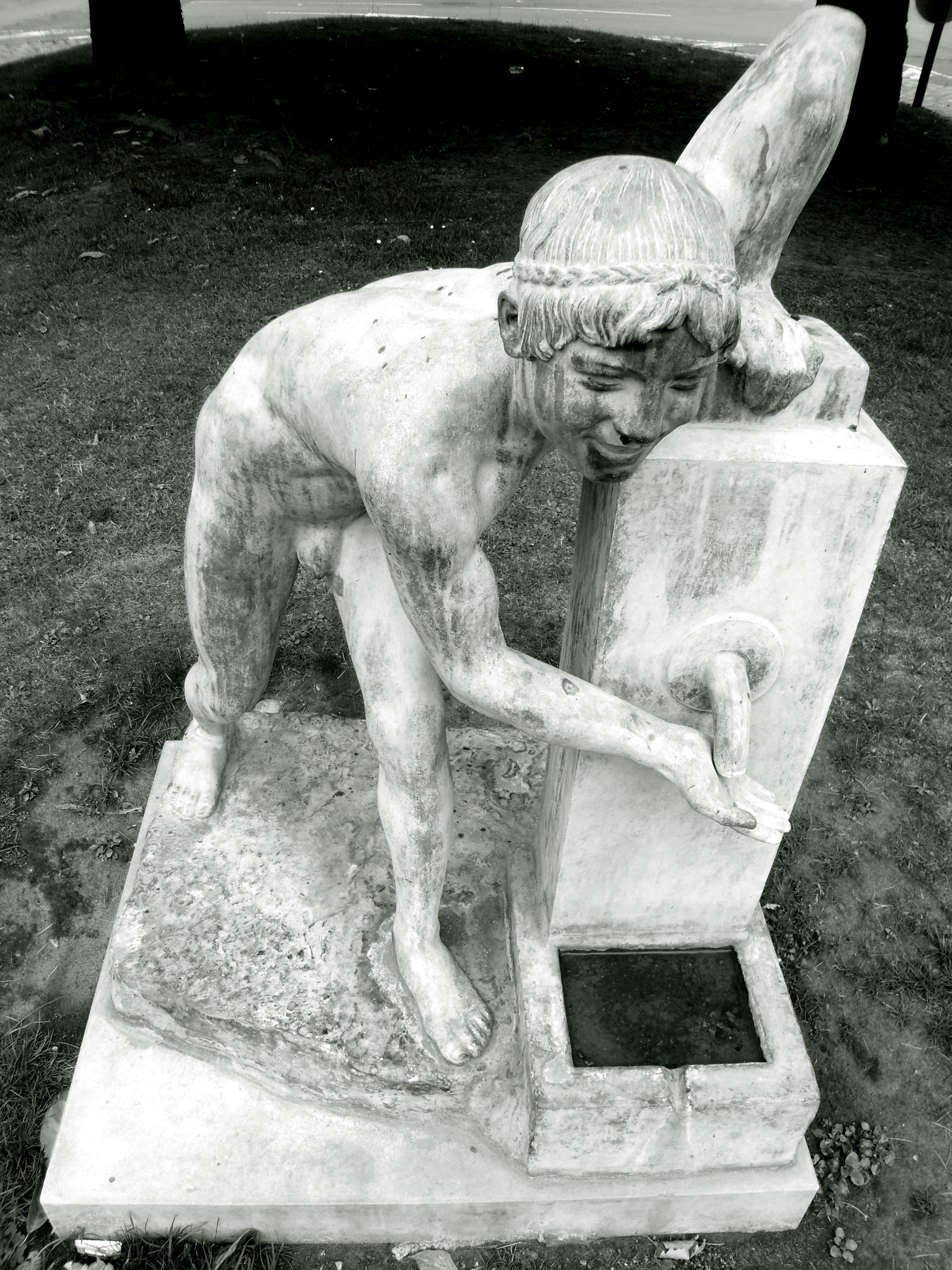
Le Rieur (modèle de 1907, bronze de 1955), Valenciennes.
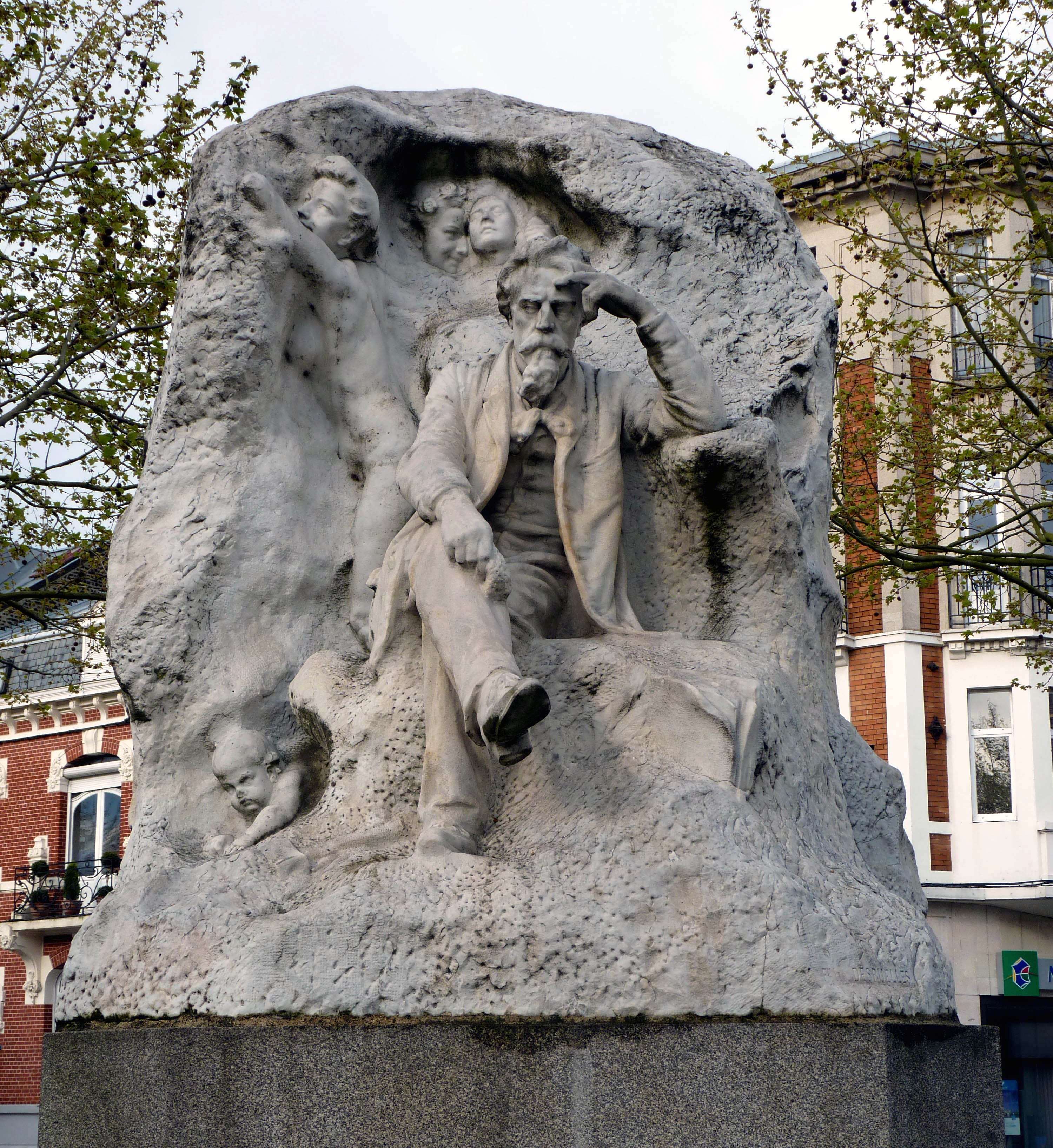
Monument à Jean-Baptiste Carpeaux (1921), Valenciennes.
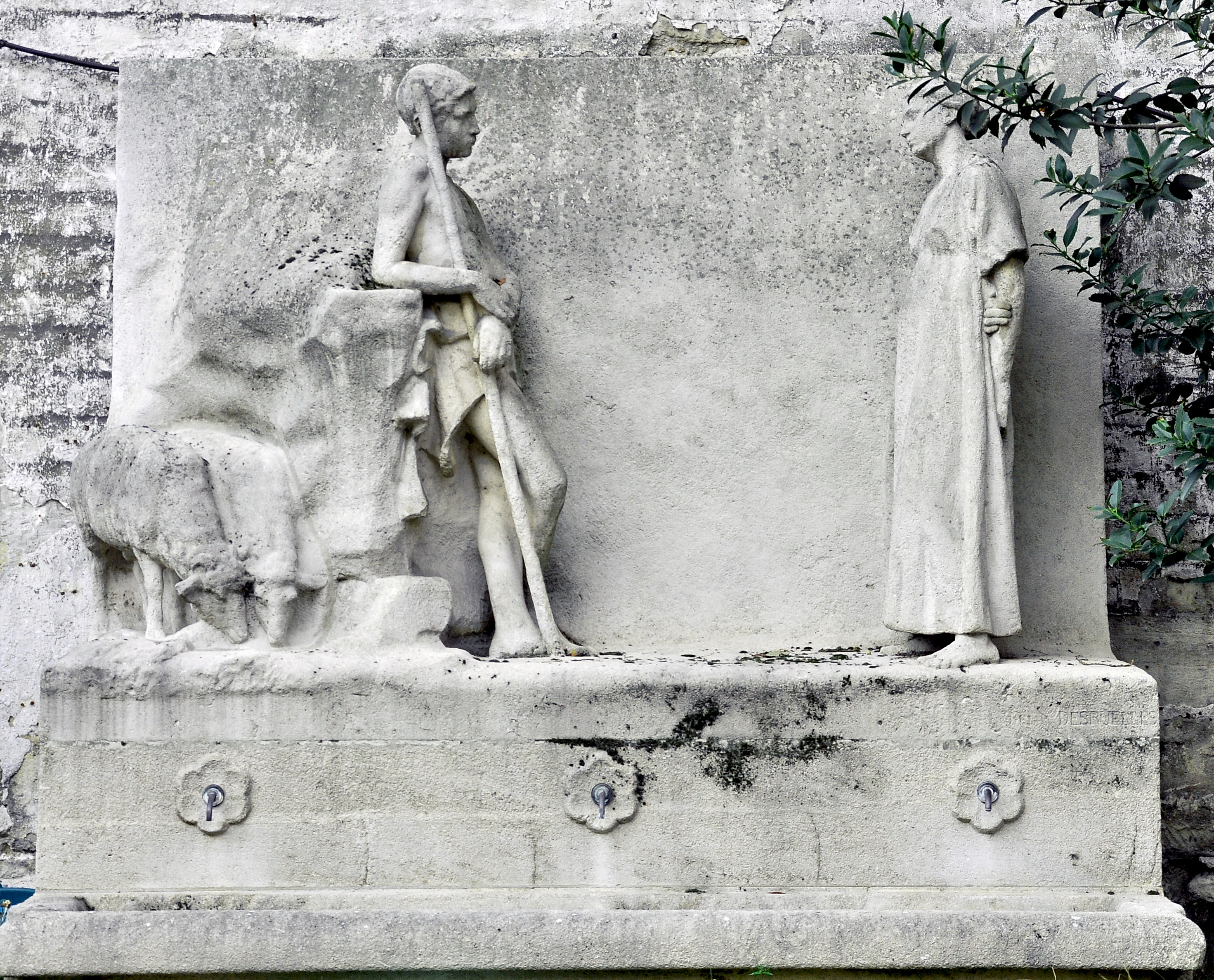
Pastorale (1923), fontaine, Paris, square Félix Desruelles.
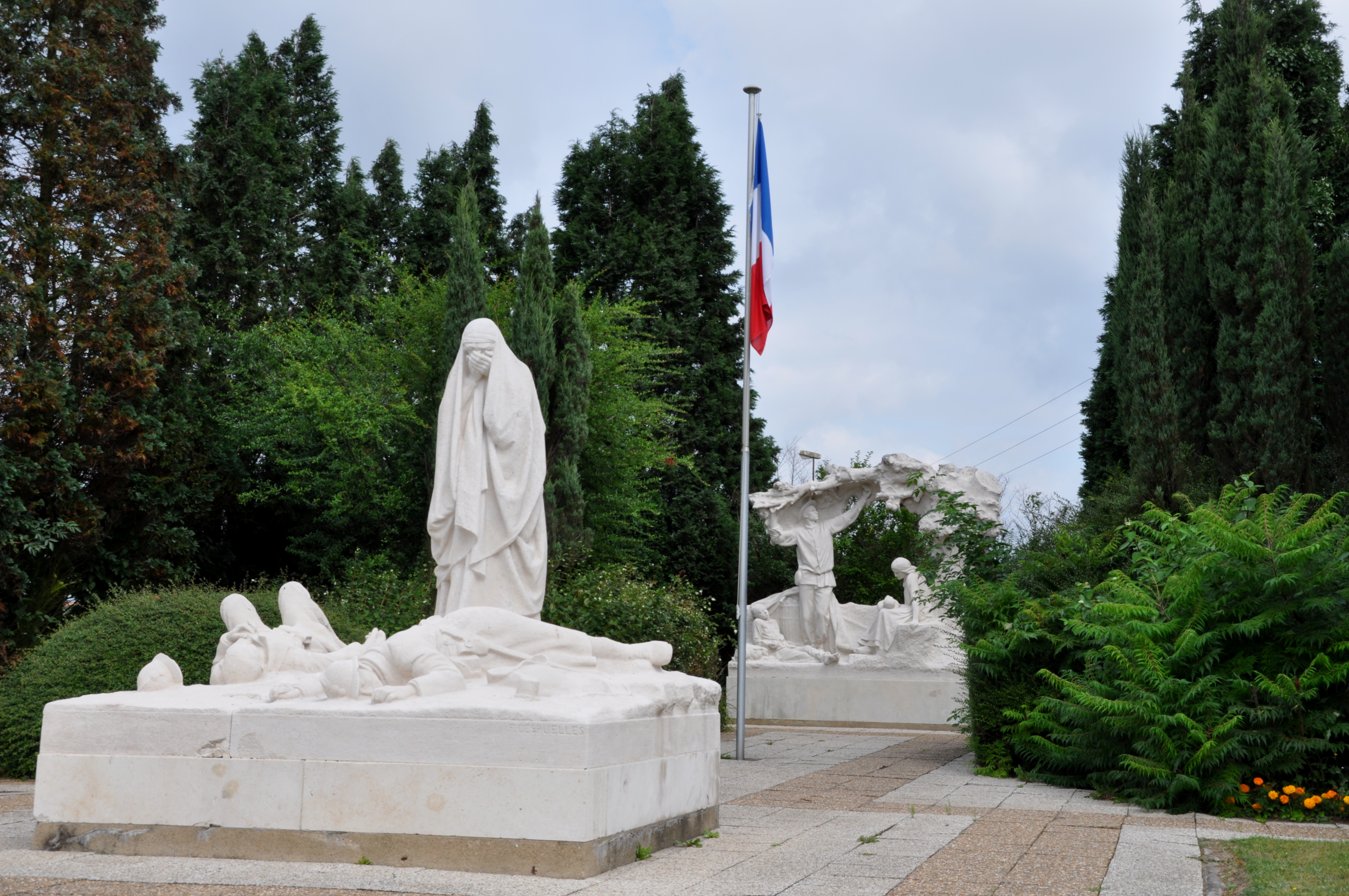
Monument aux morts d'Auchel (1928).
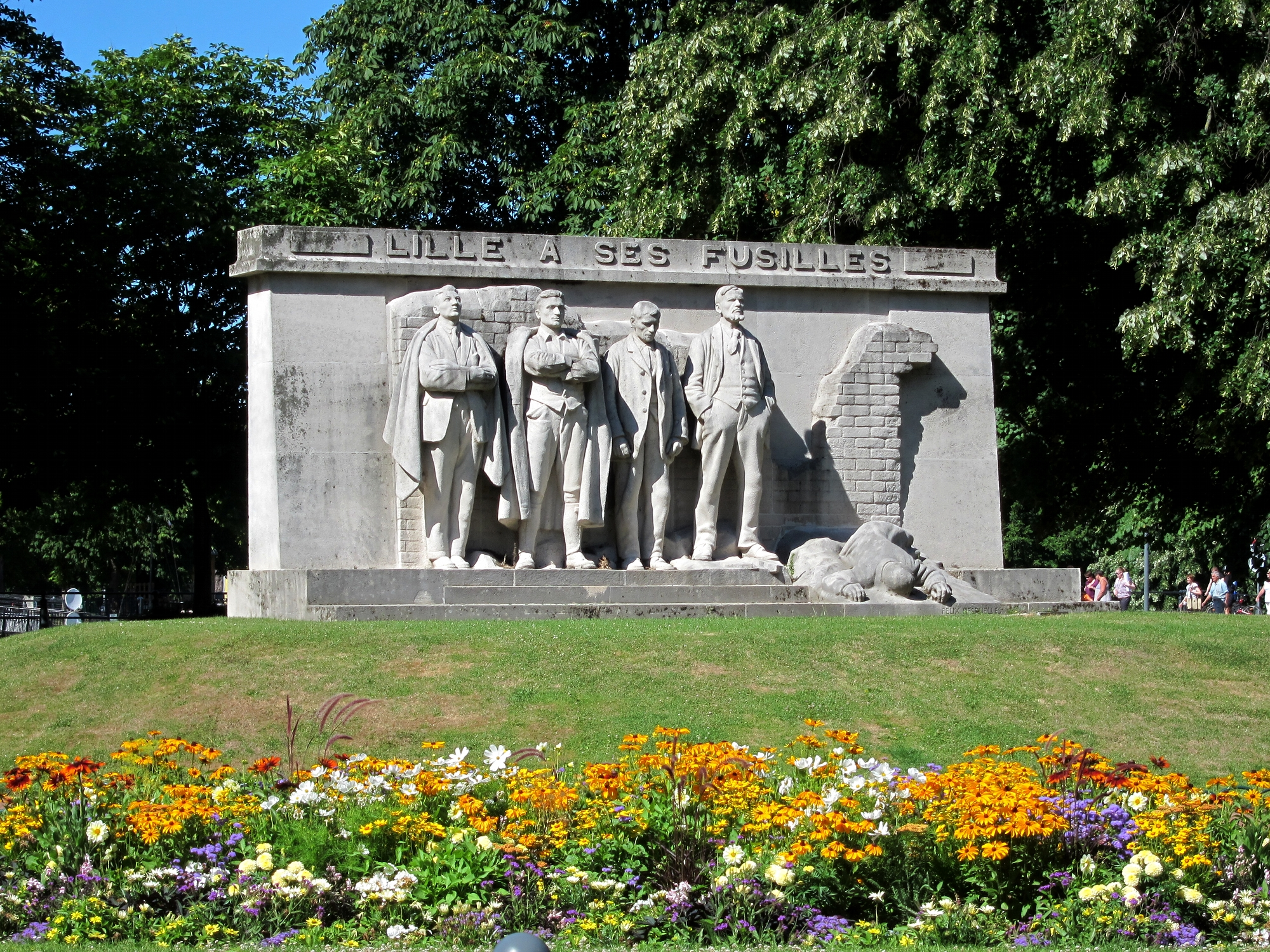
Monument aux fusillés lillois (1929), Lille.
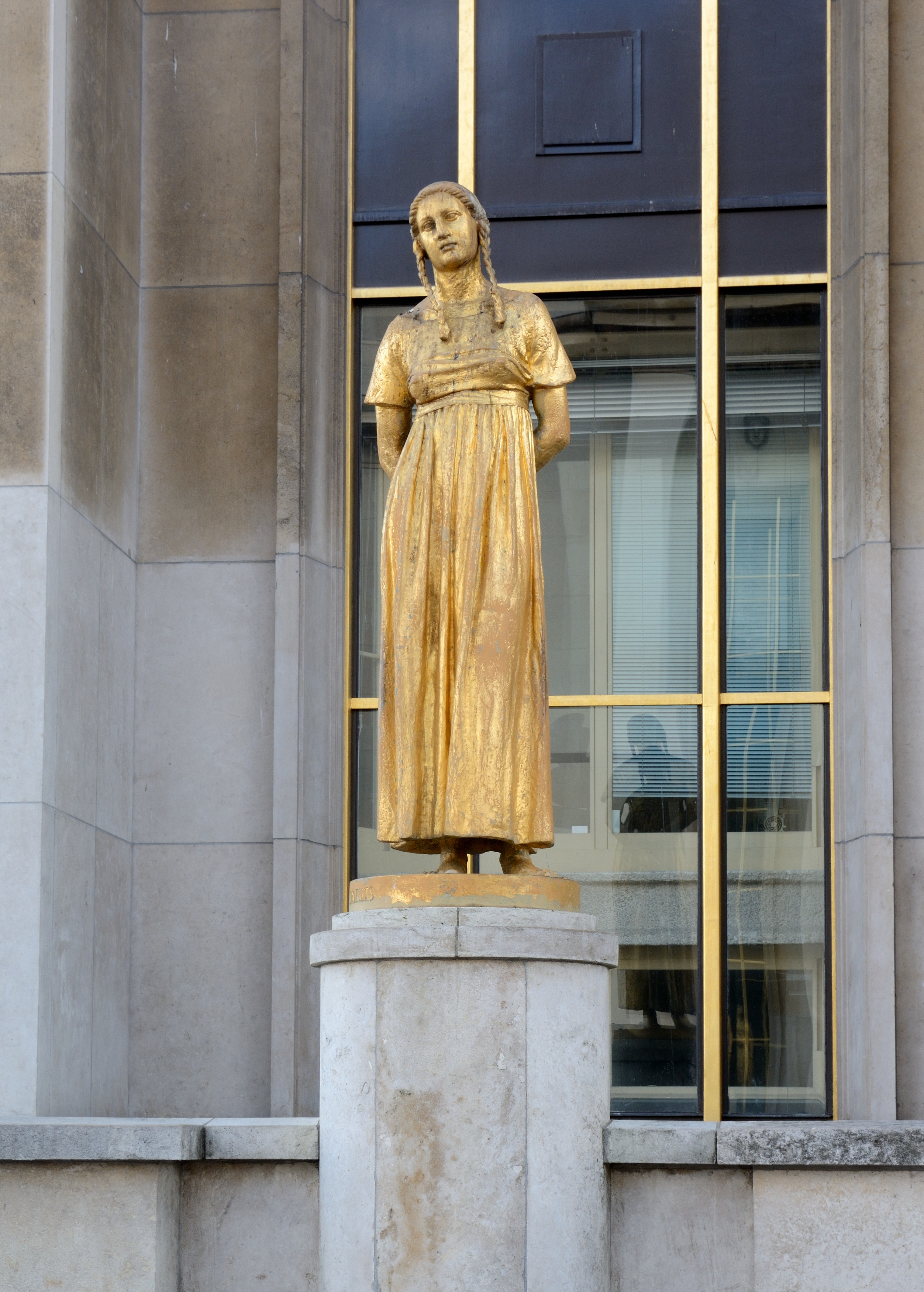
Les Fruits (1937), Paris, palais du Trocadéro.

## Distinctions
- Officier de la Légion d'honneur
- Second prix de Rome en 1891.
- Prix national des Salons en 1897.
- Médaille d’or à l’Exposition universelle de 1900.